# 华三芒草
华三芒草（学名：Aristida chinensis）是禾本科三芒草属的植物。分布于台湾岛、中南半岛以及中国大陆的福建、广西、广东等地，生长于海拔10米至450米的地区，一般生长在山坡草地，目前尚未由人工引种栽培。